# Jeanne Paquin
Jeanne Paquin, nata Jeanne Marie Charlotte Beckers (Saint-Denis, 1869 – Parigi, 1936), è stata una stilista francese.
Paquin viene considerata la prima importante sarta donna e una pioniera del business della moda.

## Biografia

### Primi anni di vita e formazione
Beckers nacque nel 1869. Aveva quattro fratelli e sorelle e suo padre era un fisico. Beckers iniziò a lavorare durante i primi anni dell'adolescenza e imparò le basi della sartoria al Rouff, una casa di moda di Boulevard Haussmann, a Parigi. Fece rapidamente carriera, diventando la responsabile dell'atelier. Nel 1891 sposò René Jacob, anche conosciuto come Paquin. Quest'ultimo possedeva la maison di moda Paquin Lalanne et cie, che era originariamente un negozio di abbigliamento maschile. I due coniugi rinominarono l'attività Paquin e iniziarono a costruire il loro business insieme.

### Carriera

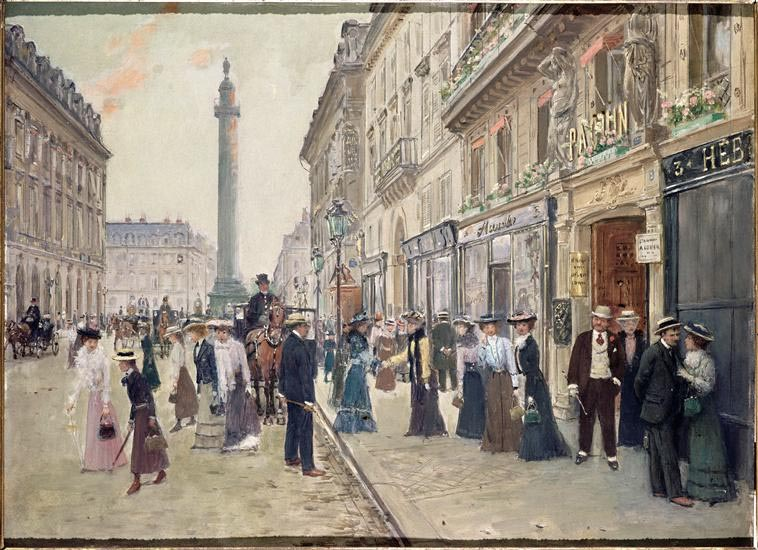
Sortie des ouvrières de la Maison Paquin rue de la Paix (1907) di Jean Béraud

Nel 1891, Jeanne e Isidore Paquin aprirono la loro Maison de Couture al numero 3 di Rue de la Paix, a Parigi, che era vicina alla celebre Maison Worth.
Dopo i primi design pastello, Jeanne Paquin optò per colori più decisi. Oltre a servirsi del rosso, con il quale realizzò alcuni dei suoi abiti più conosciuti, Paquin lanciò la moda del nero, un colore correlato al lutto, ma che la stilista usò per creare dei capi ricchi di rivestimenti dai colori vivaci e di ricami.
Jeanne Paquin fu la prima couturier a pubblicizzare i suoi abiti presentando a eventi pubblici, come opere e corse di cavalli, modelli vestiti con i suoi abiti. Paquin collaborò spesso con illustratori e architetti, come, ad esempio, Léon Bakst, George Barbier, Robert Mallet-Stevens e Louis Süe. Nel 1913 The New York Times la definì «la più commerciale artista vivente».
Nel 1896 Paquin aprì una succursale della sua attività a Londra; divenne una società a responsabilità limitata lo stesso anno. In tale attività vi lavorò una giovane Madeleine Vionnet. L'azienda si estenderà ulteriormente, aprendo altre succursali a Buenos Aires e Madrid.
Jeanne Paquin fu determinante nell'organizzazione dell'Esposizione di Parigi del 1900 e venne eletta presidente della sezione moda. I suoi design vennero messi in bella mostra nel corso della kermesse; per l'occasione, la stilista creò un manichino di se stessa.
il marito Isidore Paquin morì nel 1907, all'età di 45 anni, lasciando Jeanne vedova all'età di 38 anni. Oltre 2.000 persone parteciparono al funerale. A partire da allora, Jeanne iniziò a indossare prevalentemente abiti bianchi e neri.
Nel 1912, Jeanne e il fratellastro aprirono la pellicceria Paquin-Joire, nella Quinta Strada di in New York. Le tavole di Paquin vennero pubblicate sulla Gazette du Bon Ton.
Nel 1913 Jeanne Paquin ottenne la Legion d'onore per i contributi economici al suo paese. Un anno dopo Jeanne mostrò i suoi abiti in tutti gli USA. La sua tournée fece il tutto esaurito nonostante l'alto costo del biglietto, pari a 5 dollari.
Durante la prima guerra mondiale, Paquin fu presidente del Chambre Syndicale de la Couture. Paquin fu la prima donna a rivestire l'incarico di presidente di un sindacato dei lavoratori in Francia.
In un'epoca in cui le case di alta moda impiegavano da 50 a 400 operai, la casa di moda Paquin giunse a impiegare fino a 2.000 persone al suo apice. Le regine di Spagna, Belgio e Portogallo erano tutte clienti di Paquin, nonché cortigiane come La Bella Otero e Liane de Pougy.
Paquin cessò la sua attività nel 1920. Il ruolo di stilista della casa di moda verrà ricoperto negli anni seguenti da Madeleine Wallis (1920-1936), Ana de Pombo (1936-1941), Antonio Castillo (1941-1945), Colette Massignac (1945-1949), Lou Claverie (1949-1953) e Alan Graham (1953). La Paquin chiuderà i battenti il primo luglio 1956.

### Morte
Jeanne Paquin morì a Parigi nel 1936.

## Galleria d'immagini

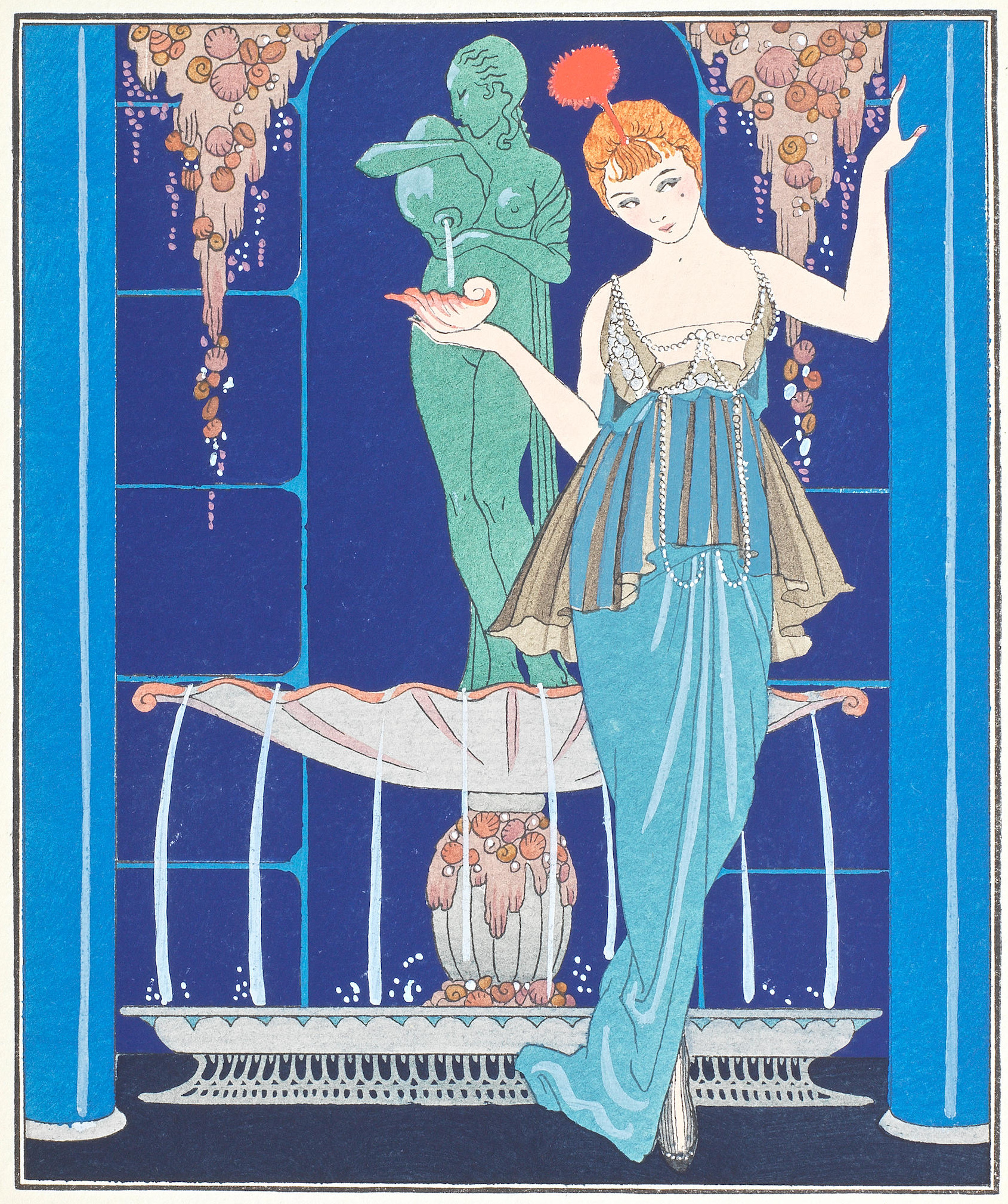
Illustrazione di George Barbier raffigurante un abito Paquin (Gazette du Bon Ton, 1914)
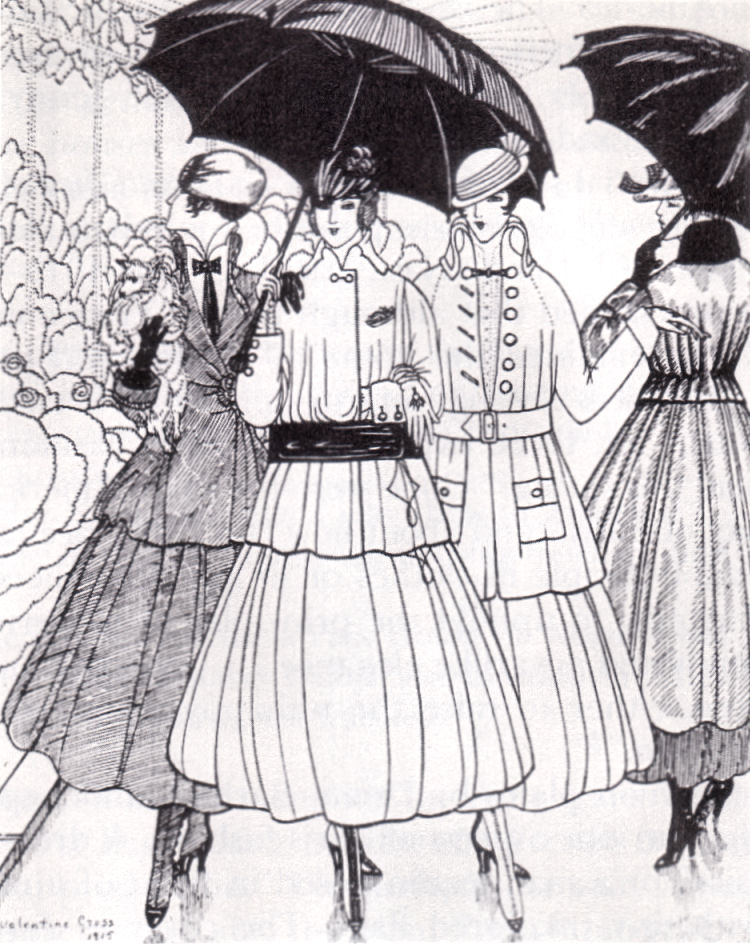
Incisione di Valentine Hugo raffigurante abiti Paquin (Gazette du Bon Ton, 1915)
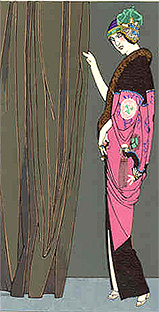
Illustrazione di George Barbier raffigurante abiti Paquin (Gazette du Bon Ton, 1915)